# Reforma protestant a Espanya

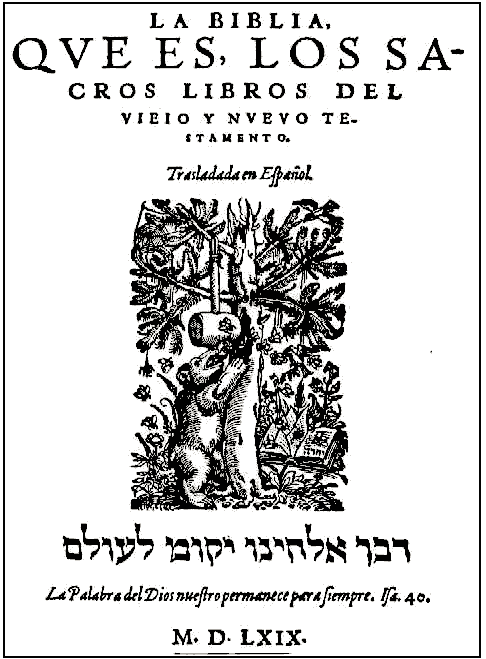
Bíblia de l'Ós, primera traducció completa de la Bíblia al castellà obra del protestant espanyol Casiodoro de Reina, publicada el 1569, i que serà revisada per Cipriano de Valera el 1602, convertint-se a partir de llavors en l'edició canònica de la Bíblia per a tots els protestants de parla espanyola, per la qual cosa probablement sigui el llibre escrit en castellà amb major nombre d'exemplars de la història.

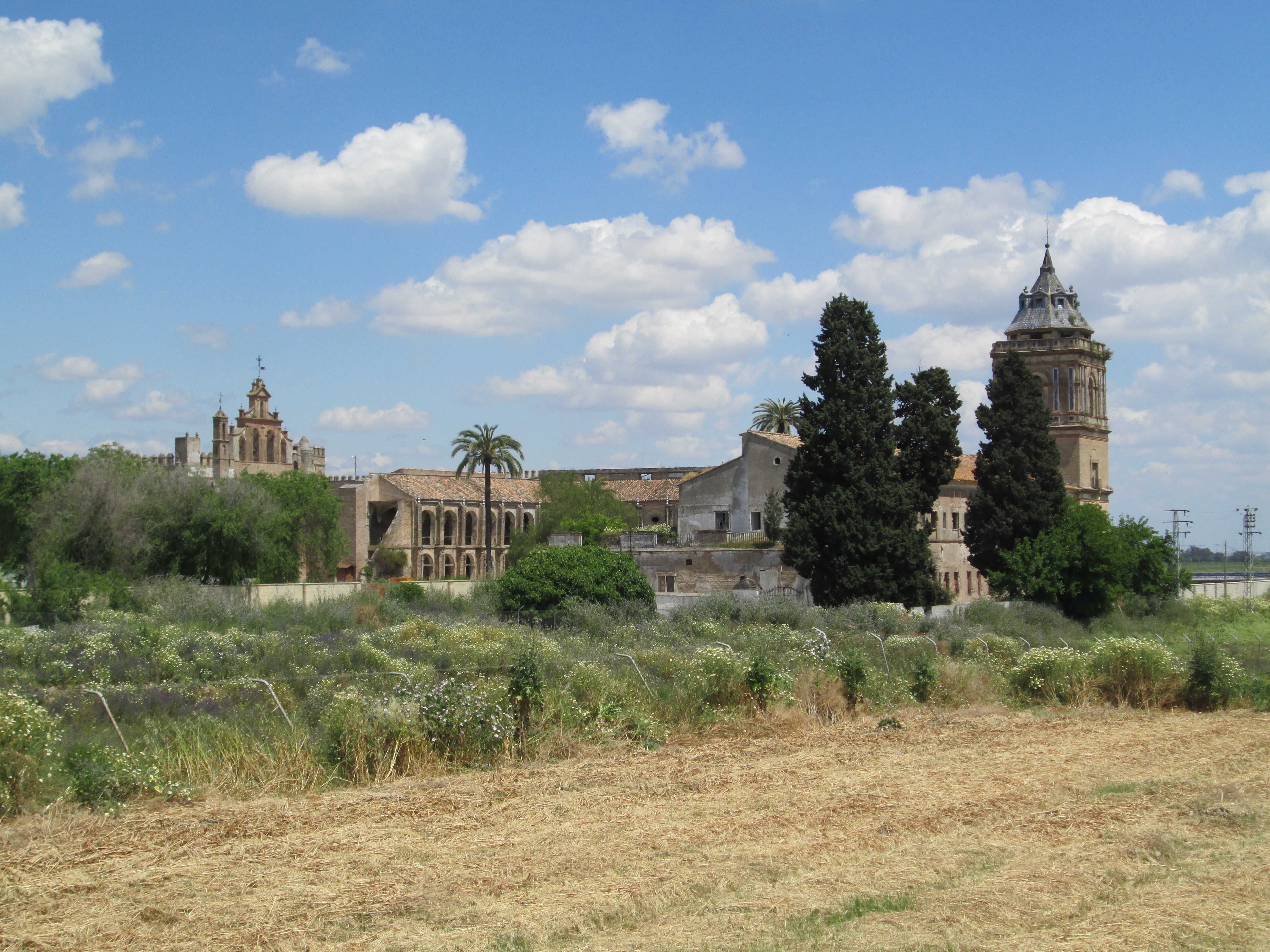
Monestir de Sant Isidre del Camp, Sevilla, un dels principals focus de la Reforma protestant a Espanya.

La història de la reforma protestant a Espanya es remunta al segle xvi, quan diversos creients espanyols es van sentir plenament d'acord amb els plantejaments de la Reforma protestant iniciada per Martí Luter a Alemanya. Grups destacats d'aquests creients van ser els de Valladolid (afins al luteranisme) i Sevilla (inicialment favorables al calvinisme). Del grup sevillà van participar els monjos jerónis del Monestir de Sant Isidre del Camp.
En els seus inicis, el protestantisme espanyol es va estendre principalment entre la classe noble i culta, a causa de la seva relació amb l'humanisme i la lectura de la Bíblia. Com a testimoni d'aquest període, noms insignes com el de Juan de Valdés, Francisco de Enzinas i dels monjos Casiodoro de Reina i Cipriano de Valera i Antonio del Corro. A Casiodoro de Reina i Cipriano de Valera els devem la primera traducció de la Bíblia al castellà.
En canvi, la Reforma Protestant a Espanya no va arrelar a causa de la persecució a la qual van ser sotmesos els luterans per la Inquisició espanyola, el que va obligar els que van poder escapar a refugiar-se en estats protestants o més tolerants. Henry Kamen destaca que «Espanya era l'únic país europeu que comptava amb una institució nacional dedicada a erradicar l'heretgia». Però també van existir altres raons, com les que assenyala Joseph Pérez: «Espanya estava allunyada de l'epicentre de la revolució religiosa; les reformes introduïdes en la disciplina eclesiàstica i en els ordes religiosos en els primers anys de segle XVI, encara que limitades, havien contribuït a corregir certs abusos; finalment, les inquietuds religioses havien adoptat a la península ibèrica una forma original. A Espanya és més forta la temptació de l'il·luminisme que la del luteranisme o del calvinisme». Henry Kamen apunta una altra més: «Espanya no havia experimentat des del començament de l'Edat Mitjana ni una sola heretgia que triomfés a nivell popular. Totes les lluites ideològiques des de la Reconquesta s'havien dirigit contra les religions minoritàries, el judaisme i l'islam. En conseqüència, no hi havia hagut heretgies autòctones, a l'estil de la de John Wycliffe a Anglaterra, sobre les que puguin arrelar les idees luteranes».

## Antecedents

### Càtars i Valdesos

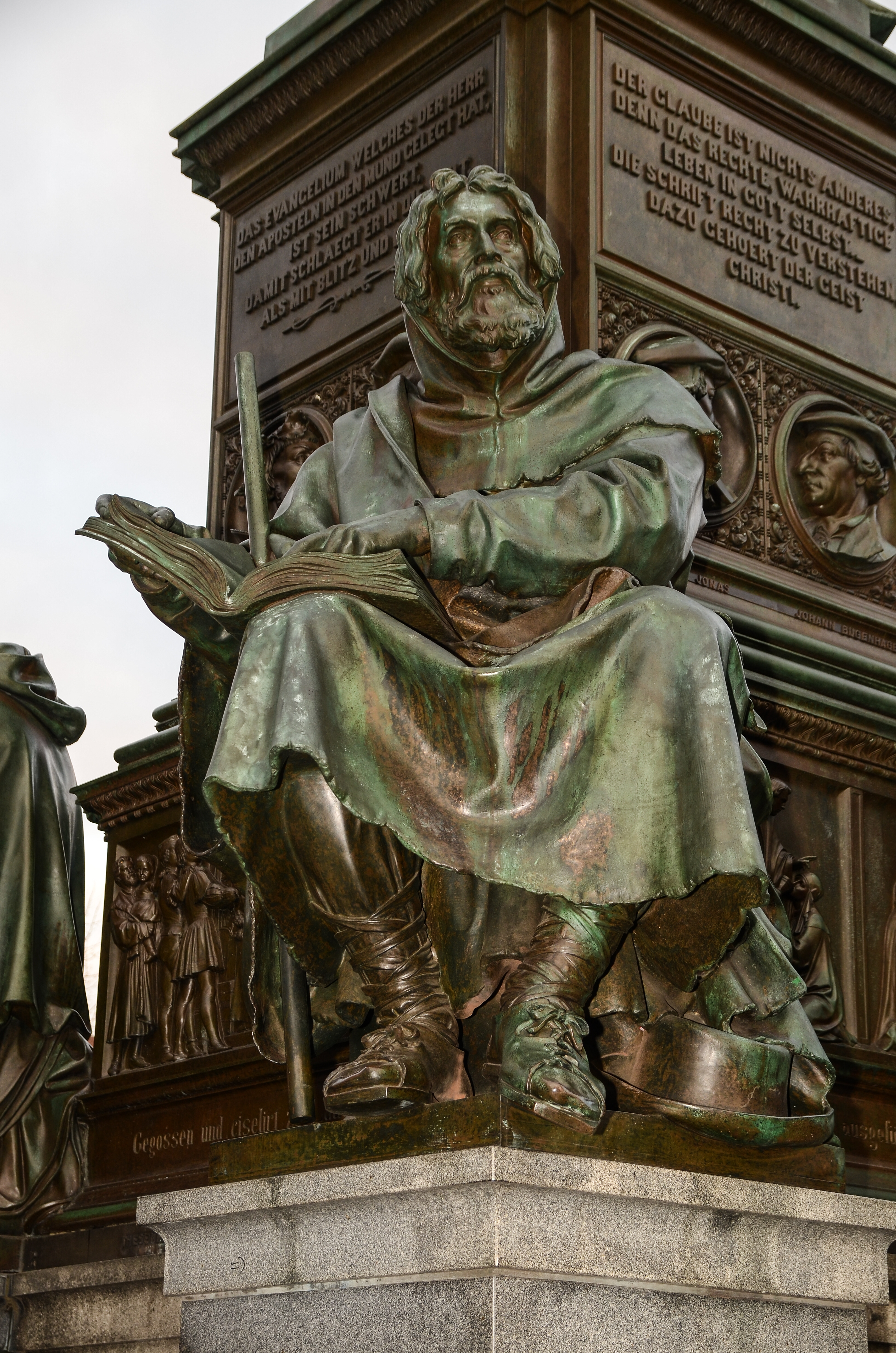
Estàtua de Valdés de Lió en el Memorial de Luter. Worms, Alemanya

Alfonso Torres de Castilla, en el seu llibre d'Història de les Persecucions Polítiques i Religioses ocorregudes a Europa, fa esment a diferents moviments de reforma, anteriors a la denominada «Reforma protestant», que presenten afinitats amb l'estructura bàsica del protestantisme actual. «Abans que aparegués a Alemanya la famosa heretgia de Luter... a Espanya com fora d'ella l'origen de les heretgies va ser gairebé sempre la crítica més o menys severa de la conducta del clergat i el desig de reformar els seus costums, restaurant la puresa que atribueix la tradició a les bases dels dos primers segles del cristianisme».
No obstant això, no ha de pensar-se que la Reforma protestant s'inicia al segle XVI. Han estat moltes les veus, els moviments i les vivències que han mostrat la seva dissidència de l'ortodòxia catòlica i han advocat per la volta als principis del cristianisme primitiu. Encara que els brots de protesta van ser perseguits, val la pena citar dins d'Espanya als moviments càtars del segle xii i valdesos del segle XIII, encara que aquest últim perdura en l'actualitat, sobretot a Itàlia.

### Els erasmistes
Bona part dels humanistes espanyols van ser seguidors d'Erasme de Rotterdam i van trobar el suport de la cort de Carles V i fins i tot per part de la jerarquia eclesiàstica, com l'arquebisbe de Toledo Alonso de Fonseca i Ulloa, i del inquisidor general Alonso Manrique, tots dos erasmistes. Així el Enchiridion d'Erasme, la traducció del qual al castellà es va publicar en 1526, va ser acollit amb gran entusiasme, així com la resta de les seves obres, i diversos humanistes, entre els quals va destacar Juan de Vergara, van viatjar als Països Baixos per estudiar amb ell.
Segons Joseph Pérez, a més de la seva reputació d'humanista, són les idees religioses d'Erasme el que atreu a l'elit intel·lectual espanyola. «Enfront de Roma, Erasme afirma la necessitat i la urgència d'una reforma de l'Església i de la religió, a la qual cal despullar dels seus aspectes dogmàtics i formalistes: l'excés d'especulacions teològiques i una pràctica rutinària que està en el límit de la superstició. Erasme defensa una tornada a l'Evangeli, a una religió espiritual i a un culte interior. Enfront de Luter, surt en defensa del lliure arbitri i s'esforça per preservar la unitat del món cristià. El seu ideal seria una reconciliació irenista sense vencedors ni vençuts, que asseguraria la reforma necessària de l'Església evitant el cisma».
No obstant això, els mètodes d'exegesis d'Erasme i les seves idees religioses, que alguns consideraven properes a les de Luter, eren objecte de crítiques per part d'amplis sectors erudits i eclesiàstics. Quan a l'any 1529 Manrique va deixar de ser inquisidor general i l'emperador Carles V va marxar a Itàlia emportant-se als principals erasmistes, els conservadors van aprofitar la seva oportunitat. El primer a ser detingut per la Inquisició va ser Diego de Uceda, camarlenc d'un alt càrrec de l'Ordre de Calatrava. Va ser torturat i condemnat, abjurant dels seus «errors» en l'acte de fe celebrat a Toledo el 22 de juliol de 1529.

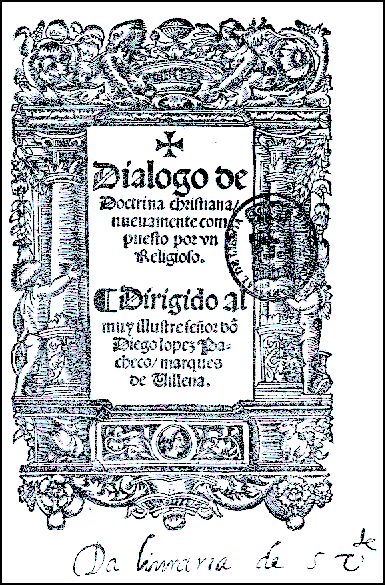
Diàleg de la Doctrina christiana (1529) de Juan de Valdés.

Molt més gran va ser l'impacte que va tenir el procés contra Juan de Vergara. Va ser detingut l'any 1530 i condemnat, acusat de «luteranisme» entre altres al·legacions (també de iluminisme com el seu germà Bernardino Tovar). Com Uceda, va abjurar dels seus «errors» en un acte de fe celebrat a Toledo el 1535 i va pagar una onerosa multa de 1500 ducats, sent confinat en un monestir durant els dos anys següents (encara que a la seva sortida va poder recobrar els seus antics llocs de treball). Al 1533 Alonso de Virués, benedicti i predicador de Carles V, va ser detingut i confinat en una presó de la Inquisició de Sevilla durant quatre anys. Al 1537 es va veure obligat a abjurar dels seus «errors», sent reclòs en un monestir, però Carles V va intervenir davant el Papa i va aconseguir que aquest anul·lés la sentència.
Al 1530 Juan de Valdés (del que Joseph Pérez afirma que en realitat era un enllumenat i que va usar de pantalla el erasmisme) va fugir a Itàlia just a temps per poder evitar la seva detenció per la Inquisició a causa de l'estudi teològic que havia publicat l'any anterior Diàleg de la doctrina cristiana i en el qual es recollien alguns escrits de Luter, sense esmentar-ho. No va tenir la mateixa sort el també erasmista Pedro de Lerma, que va ser detingut i empresonat, sent obligat a abjurar dels seus «errors» en totes les ciutats on havia predicat. Lerma va fugir a París, recuperant el lloc de degà de la Sorbona. El seu nebot Francisco de Enzinas serà un dels més destacats luteranos europeus.
A finals de 1533, Rodrigo Manrique, fill de l'antic Inquisidor Genral, va escriure des de París a l'eramista Juan Luis Vives a Bruges (on s'havia refugiat fugint de la inquisició per ser judeoconvers), sobre la posada a presó de Juan de Vergara.
| «                  | (castellà) Dices muy bien: nuestro país es una tierra de envidia y soberbia; y puedes agregar: de barbarie. Pues, de hoy en más, queda fuera de duda que nadie podrá poseer allá cierta cultura sin hallarse lleno de herejías, de errores, de taras judaicas. Así se ha impuesto silencio a los doctos; en cuanto a los que corrían al llamado de la ciencia, se les ha inspirado, como tú dices, un gran terror. En Alcalá se trata de extirpar completamente el estudio del griego. | (català) Com dius molt bé: el nostre país és una terra d'enveja i supèrbia; i pots afegir: de barbàrie. Doncs, d'avui endavant, queda fora de dubte que ningú podrà posseir enllà certa cultura sense trobar ple d'heretgies, d'errors i de tares judaiques. Així s'ha imposat silenci als doctes; pel que fa als que acudien a la crida de la ciència, se'ls ha inspirat, com tu dius, un gran terror. A la Universitat d'Alcalà es tracta d'extirpar completament l'estudi del grec. | » |
| — Rodrigo Manrique | | |   |

### Els enllumenats

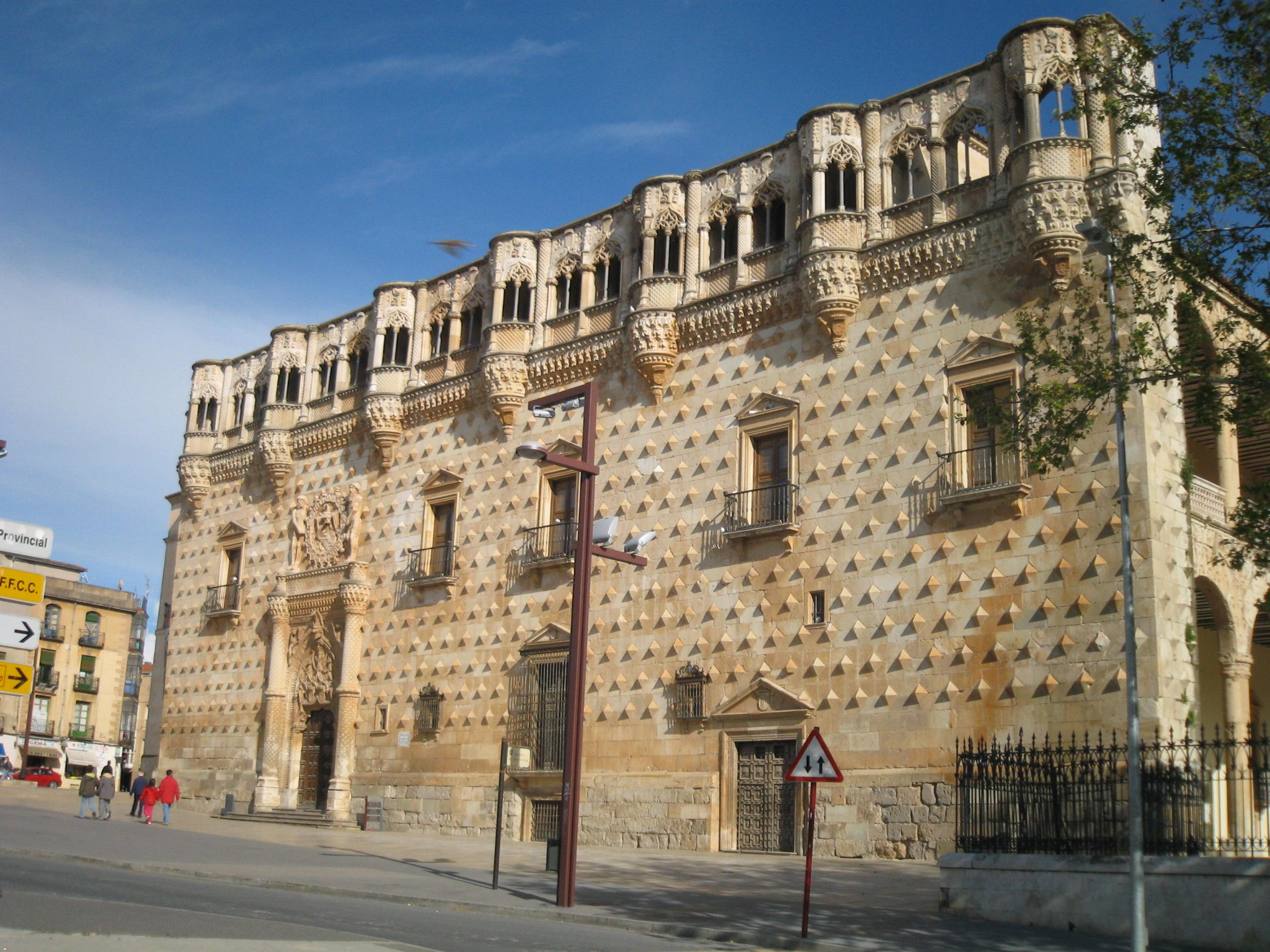
Palau dels ducs del Infantado, Guadalajara.

La versió més radical del mètode místic del «recolliment» (la unió de l'ànima amb Déu) propugnat pels franciscans, i que va ser condemnada pel mateix orde mendicant, ressaltava la unió passiva de l'ànima amb Déu, per la qual cosa era coneguda amb el nom de «deixadesa» i als seus seguidors com «deixats» o «enllumenats». Alguns nobles van protegir a aquests grups que buscaven una religió interior més autèntica.
Segons Joseph Pérez, els enllumenats, «preconitzen un abandonament sense control a la inspiració divina i una interpretació lliure dels textos evangèlics. Els enllumenats afirmen que actuen moguts únicament per l'amor de Déu i que d'ell procedeix la seva inspiració; manquen de voluntat pròpia: és Déu el que dicta la seva conducta; d'això se segueix que no poden pecar. Els enllumenats rebutgen l'autoritat de l'Església, la seva jerarquia i els seus dogmes, així com les formes de pietat tradicional que consideren lligams: pràctiques religioses (devocions, obres de misericòrdia i de caritat), sagraments…».
La Inquisició va sospitar que hi havia elements herétics en la doctrina dels enllumenats i va iniciar una recerca que va portar a la detenció dels seus principals capitosts (la beata Isabel de la Creu i Pedro Ruiz d'Alcaraz del grup de Guadalajara van ser empresonats a l'abril de 1524 i sentenciats en un acte de fe de juliol de 1529) i a la promulgació per l'inquisidor general, el erasmista Manrique, d'un «edicte sobre enllumenats» al setembre de 1525, que incloïa una llista de 48 proposicions considerades herétiques. Al 1529 va ser detinguda la beata Francisca Hernández, líder del grup d'enllumenats de Valladolid, i poc després un dels seus principals seguidors, el predicador franciscà Francisco d'Ortiz. La beata va incriminar a partidaris seus acusant-los de «luterans». Aquest va ser el cas de Bernardino Tovar, germà de l'erasmista Juan de Vergara, i de María de Cazalla, que va ser torturada sota l'acusació de luteranisme i de il·luminisme.
Un altre dels denunciats per la beata Francisca Hernández per «luteranisme» va ser l'impressor de la Universitat d'Alcalá, Miguel de Eguía, però va ser absolt el 1533 després de passar més de dos anys a la presó de la Inquisició a Valladolid.

## La persecució dels primers protestants
Segons Henry Kamen, «aquesta carta assenyala realment un punt d'inflexió a Espanya. A partir de llavors, a causa dels temors de Carlos i la política establerta pel inquisidor Valdés, l'heterodòxia va ser considerada una amenaça a l'estat i a la religió establerta». De la mateixa forma interpreta la carta Joseph Pérez, en la qual l'emperador insta a la seva filla Juana a «tractar als acusats no com a heretges, sinó com a rebels que atempten contra la seguretat de l'Estat».
El primer acte de fe es va celebrar a Valladolid el 29 de maig de 1559 amb assistència de la regent Juana d'Àustria. Catorze dels trenta acusats van ser cremats, penedint-se de la seva conversió al luteranisme (entre ells Agustín Cazalla, el seu germà Francisco Viver, mossén d'una parròquia de la diòcesi de Zamora, i la seva germana Beatriz de Viver; la mare, Leonor de Viver, morta, és cremada en efígie: els seus ossos van ser desenterrats amb tal propòsit). L'únic que va ser cremat viu, perquè no es va penedir, va anar el llicenciat Francisco Herrero de Toro (segons Joseph Pérez el seu nom era Antonio Herreruelo). Al segon acte de fe celebrat a Valladolid el 8 d'octubre, va assistir el rei Felipe II nouvingut dels Països Baixos. En ell vint-i-sis persones van ser condemnades per ser protestants i d'aquestes dotze van ser cremades en la foguera (entre elles quatre monges). En aquesta ocasió va ser un altre acusat i Carlos de Seso els que no es van penedir pel que van ser cremats vius —Seso va fer una professió de la seva fe: «… en sol Jesucrist espero, en només Ell confio i a Ell adoro, i posada la meva indigna mà en la seva sacratísimo costat, vaig pel valor de la seva sang a gaudir de les promeses fetes als seus escollits».

## Galeria d'imatges

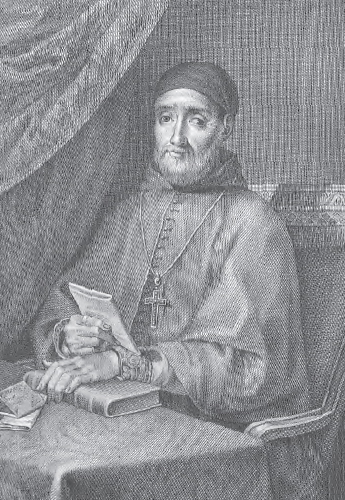
L'arquebisbe de Toledo Bartolomé de Carranza.
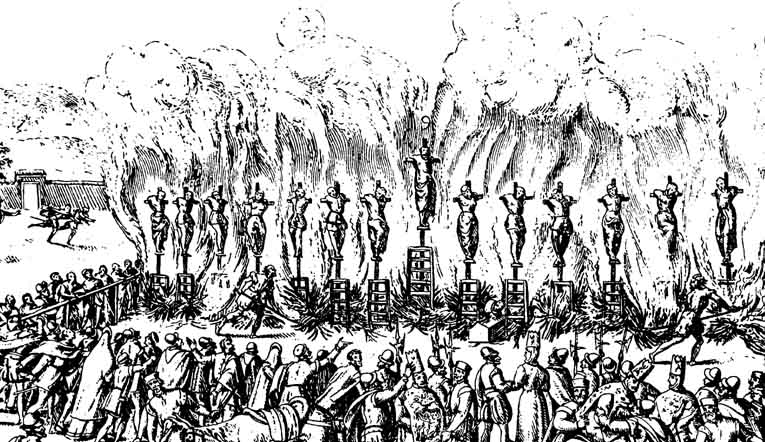
Gravat que representa la crema dels condemnats en l'acte de fe de Valladolid del 29 de maig de 1559
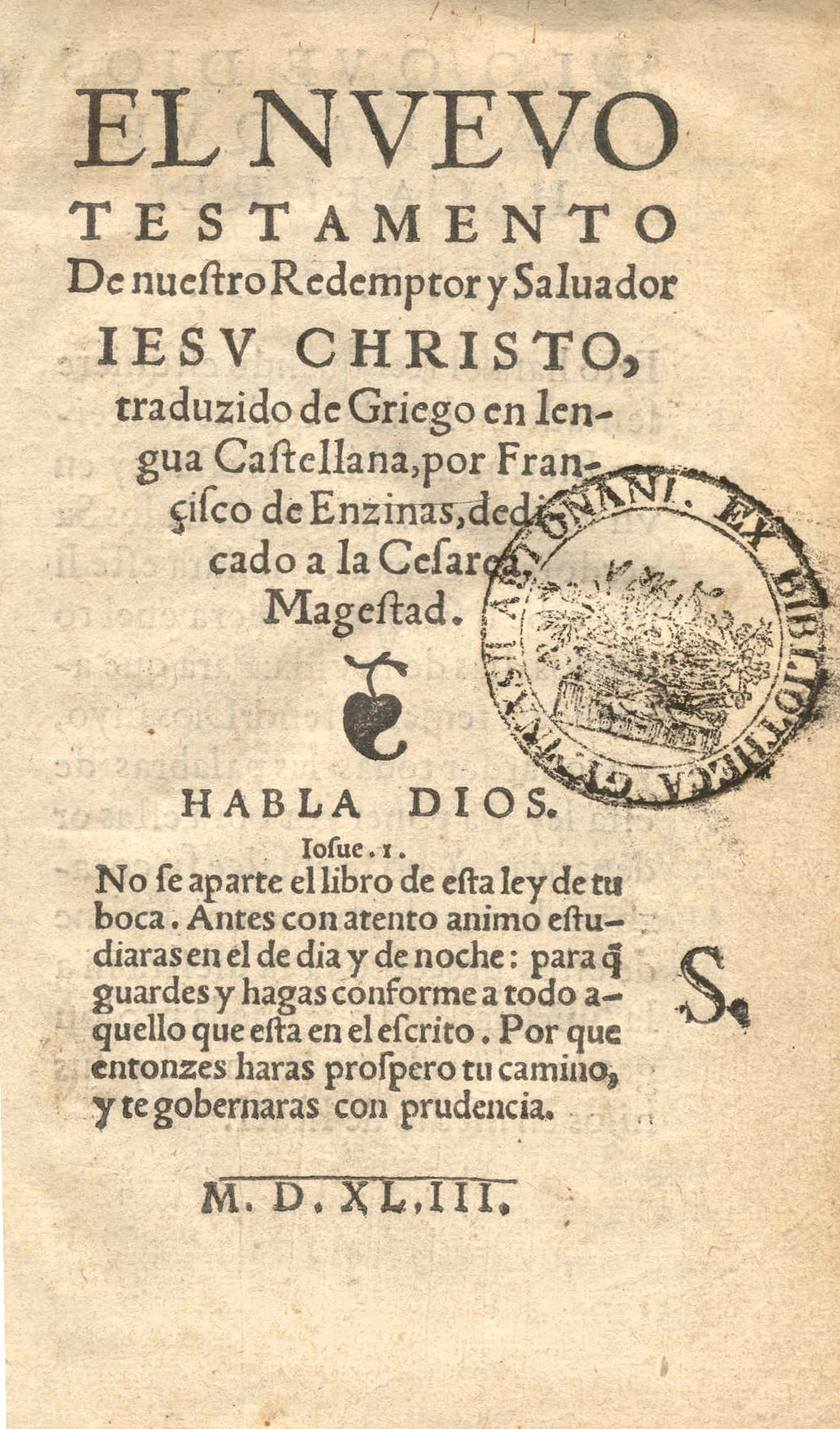
Portada del Nou Testament traduït per Francisco de Enzinas i publicat a Anvers el 1543.